# Falk Hoffmann
Falk Hoffmann (* 29. August 1952 in Chemnitz) ist ein ehemaliger deutscher Wasserspringer, der für die DDR startete.
Falk Hoffmann begann im Alter von 9 Jahren in der DDR seine sportliche Karriere als Kunst- und Turmspringer unter seiner damaligen Trainerin Ilse Krause. Schon 1967 machte er mit dem Gewinn des Junioren-Europameistertitels international auf sich aufmerksam. 1968 erreichte er erstmals die Normen für eine Olympiateilnahme in Mexiko, konnte aber aus finanziellen Gründen daran nicht teilnehmen. Zum ersten Mal trat er bei den Olympischen Spielen 1972 in München an und belegte dort die Plätze 7 und 9. Vier Jahre später, bei den Olympischen Spielen 1976 in Montreal, erreichte er die Ränge 4 und 6. Bei den Olympischen Spielen 1980 in Moskau gewann Falk Hoffmann schließlich Gold vom 10-Meter-Turm. Für diesen Erfolg wurde er mit dem Vaterländischen Verdienstorden in Silber ausgezeichnet. 1977 erreichte er bei den Europameisterschaften vom Drei-Meter-Brett ebenfalls Rang 1. 1978 wurde er in beiden Disziplinen Vize-Weltmeister. Eine damals höchst umstrittene Entscheidung eines US-Schiedsrichters führte dazu, dass sein Hauptkonkurrent, der US-Amerikaner Greg Louganis, einen bereits gesprungenen – und misslungenen – Sprung wegen angeblicher schlechter Witterungsbedingungen wiederholen konnte. 
1982 beendete Falk Hoffmann seine Karriere als Kunst- und Turmspringer und arbeitete vier Jahre an der Martin-Luther-Universität in Halle als Hochschullehrer. Im Anschluss an diese Arbeit wurde der Diplom-Sportlehrer Trainer in seinem alten Tätigkeitsbereich und trainierte unter anderem Melanie Frerk, die Junioren-Weltmeisterin wurde. Im Jahr 1999 wurde er in die Ruhmeshalle des internationalen Schwimmsports aufgenommen.
Nach dem Ende der DDR gründete Falk Hoffmann eine Handelsvertretung für Sportmode-Artikel in Sachsen, Thüringen und Sachsen-Anhalt. Neben Fußball beim Halleschen FC spielte Falk Hoffmann Tennis beim Delitzscher Tennisclub 1921. Im Jahr 2002 wurde er hier Landesmeister Sachsens. 
Er ist regional Coordinator bei der International Underwater Cave Rescue Recovery Organisation.